# Hirenallurukaval, Kadur
Hirenallurukaval là một làng thuộc tehsil Kadur, huyện Chikmagalur, bang Karnataka, Ấn Độ.